# Меламуд, Александр Леонидович
Александр Леонидович Меламуд (род. 4 января 1961 года, Кишинёв) — российский и украинский бизнесмен. Совладелец ТРЦ «Dream Town», ФЦ «Аквариум», сети ресторанов «Шахерезада», магазинов «Lee Cooper Jeans». Входит в 100 богатейших людей Украины. Вместе с партнерами зарабатывает больше всех собственников недвижимости в Киеве (по версии журнала Forbes).
Поэт, автор нескольких поэтических сборников, блогер.

## Биография
Александр Леонидович Меламуд родился 4 января 1961 года в Кишинёве. В 1984 году окончил Московский железнодорожный институт. До 1987 года работал на Московско-Курском участке железной дороги. С 1987 года начал заниматься бизнесом -создал с коллегами малую швейную мастерскую по пошиву теплых спортивных брюк. С 1995 года занимается бизнесом на Украине.
Живёт в Киеве, а семья живёт в Москве.

## Семья
Женат, имеет четверо детей и двоих внуков. Старшая дочь — врач-психиатр, средняя дочь — режиссёр мультфильмов. Сын — владелец логистического бизнеса, а младшая дочь — студентка Berkeley, композитор.